# KTM

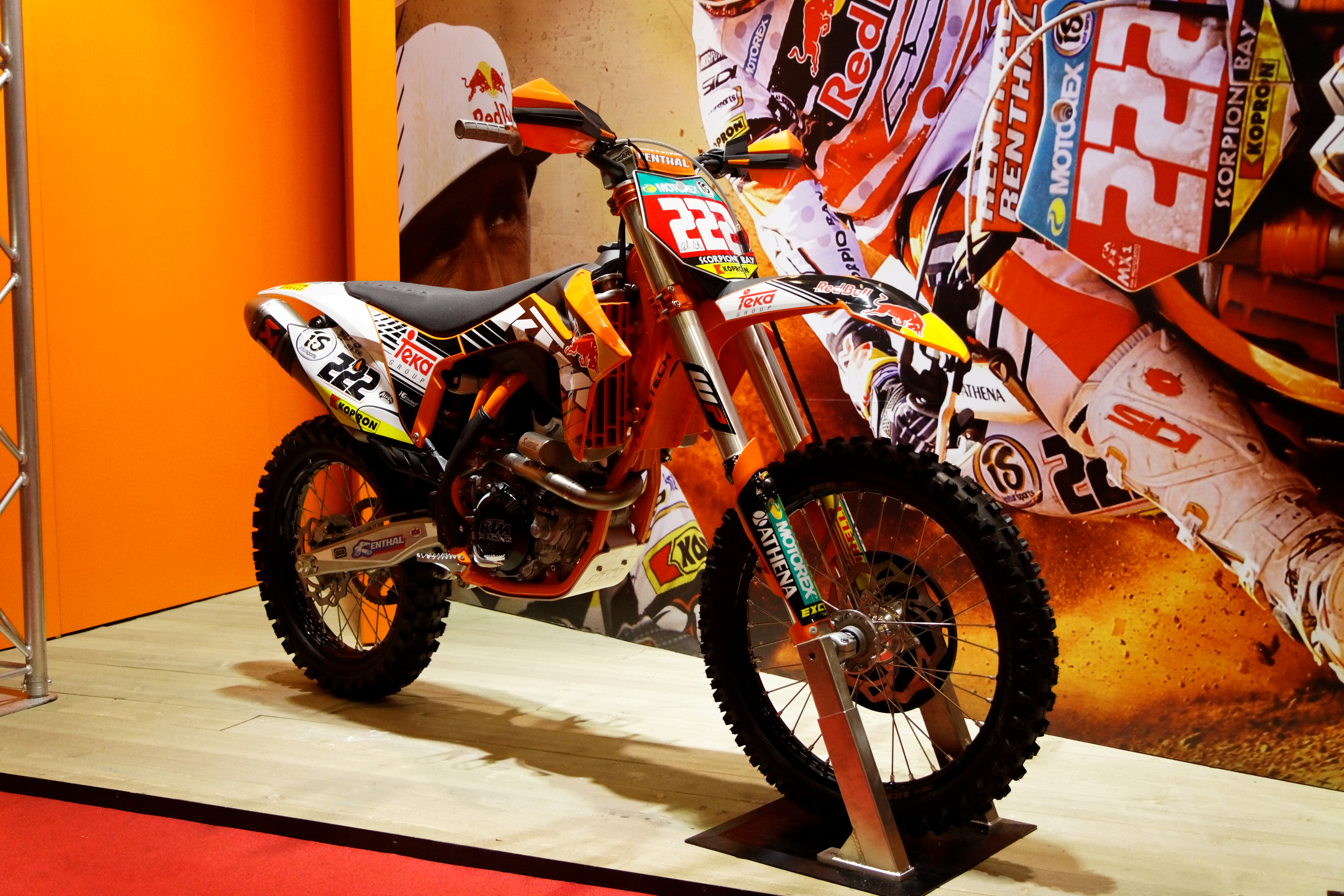
KTM 350 SX-F ltd Edition

KTM Sportmotorcykl AG, zkráceně KTM je[zdroj?] rakouská motocyklová firma. Společnost se profiluje především jako výrobce offroadových (terénních) motocyklů, ve své historii ale vyráběla či stále vyrábí i silniční motocykly, skútry, mopedy, jízdní kola, čtyřkolky, sportovní auto a v plánu jsou i terénní kola na elektrický pohon. V motocrosu se objevují motocykly hlavně této značky.[zdroj?] Firma vyrábí motocykly od objemu 50 cm³ až do 1301 cm³. Jejím mottem je READY TO RACE. Společnost byla založena v roce 1981, ale její počátky se dají vystopovat až k roku 1934.

## Historie
Firma byla založena v roce 1934 jako opravárenská dílna inženýrem Hansem Trunkenpolzem v hornorakouském Mattighofenu. O tři roky později začala s prodejem motocyklů DKW, v roce 1951 začala pracovat na prototypu vlastního motocyklu, již za dva roky zahájila výrobu série KTM R 100 a přejmenovala se na Kraftfahrzeug Trunkenpolz Mattighofen. Jejích 20 zaměstnanců sestavovalo tři motocykly denně. V roce 1955 se stal významným akcionářem společnosti podnikatel Ernest Kronreif a firma pak byla přejmenována na Kronreif & Trunkenpolz Mattighofen. Roku 1957 KTM vyvinula první sportovní motocykl, Trophy 125cc,, se kterým roku 1968 vstoupila na americký trh, a roku 1959 zahájila výrobu skútrů a mopedů. Pro své terénní motocykly společnost využívala motory Sachs, ale od roku 1970 produkuje motory vlastní výroby.
Po smrti Ernsta Kronreifa v roce 1960 zemřel v roce 1962 i zakladatel Trunkenpolz, firmu převzal jeho syn Erich Trunkenpolz a jméno firmy vrátil na původní Kraftfahrzeug Trunkenpolz Mattighofen.
V důsledku krize motocyklového průmyslu 80. let roku 1991 KTM vyhlásila bankrot a rozdělila se na čtyři nezávislé firmy zabývající se chladiči pro spalovací motory, motocykly, jízdními koly a nástroji. Následujícího roku tedy zahájila činnost společnost KTM Sportmotorcycle GmbH, o dva roky později se
přejmenovala na KTM-Sportsmotorcycle AG, a postupně koupila firmy Husaberg, výrobce sportovních motocyklů, a holandskou White Power Suspension. Titul Shana Kinga na mistrovství světa v motokrosu ve třídě 500cc a řada dalších úspěchů pomohly společnosti v rozvoji a v roce 1999 se přestěhovala do nově vystavěné továrny v Mattighofenu.
KTM roku 2012 vstoupila i do nového mistrovství světa Moto3 se soutěžním motocyklem vyrobeným čistě v Rakousku a hned poprvé Sandro Cortese firmě vyhrál titul a o rok později to zopakoval. Ve stejném roce KTM koupila motocyklovou značku Husqvarna.

## Galerie

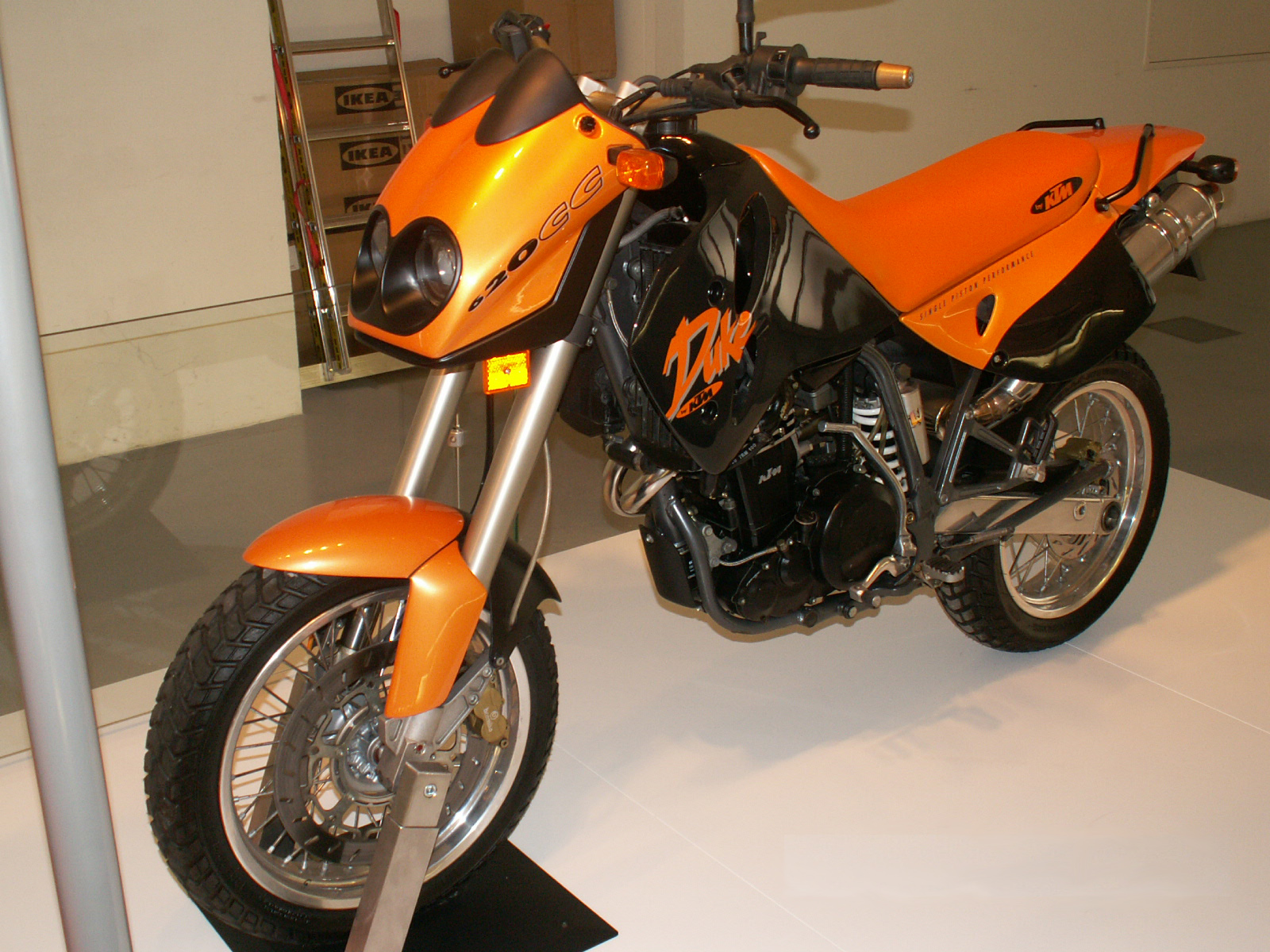
Duke 620
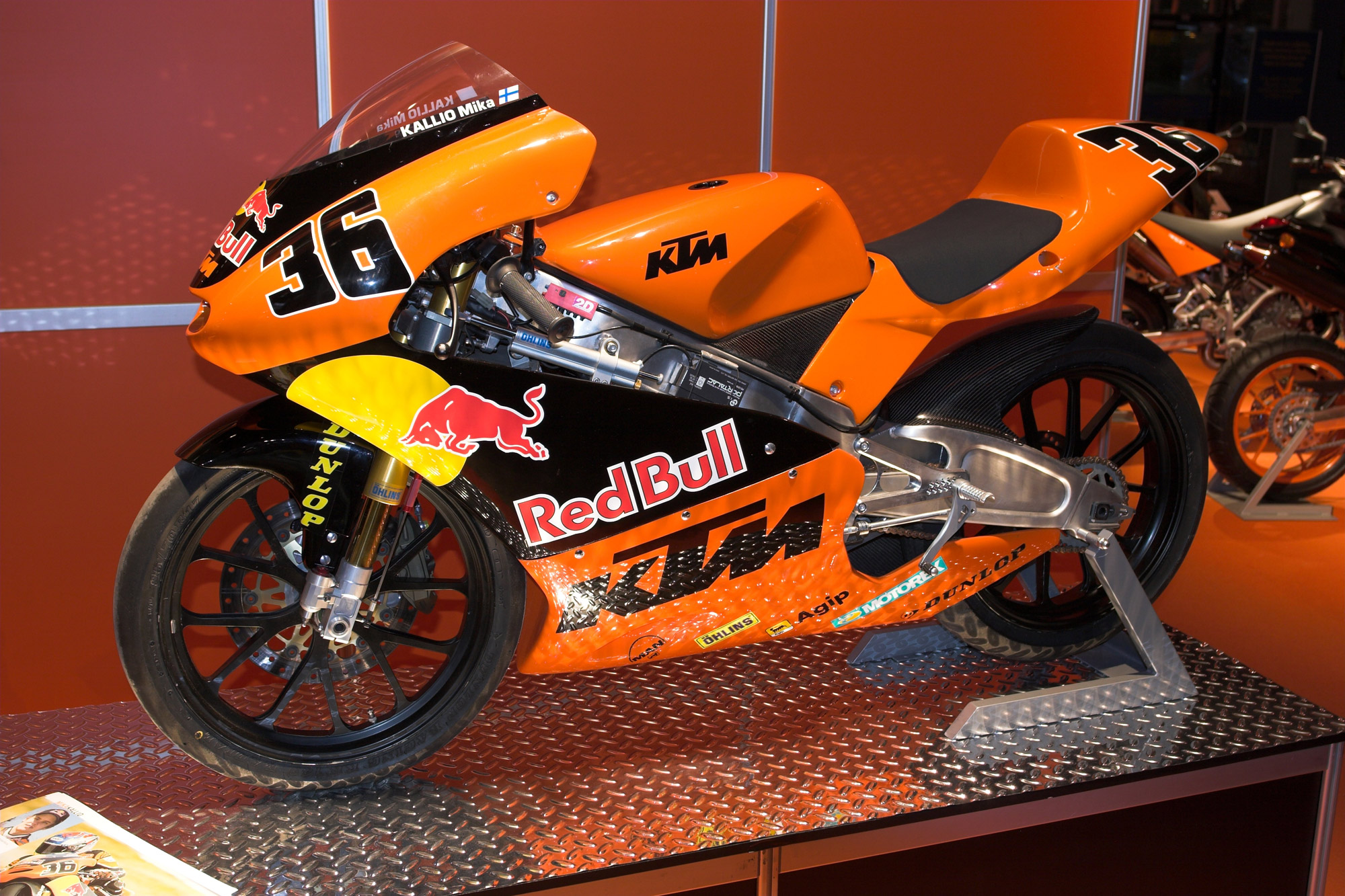
Mika Kallio
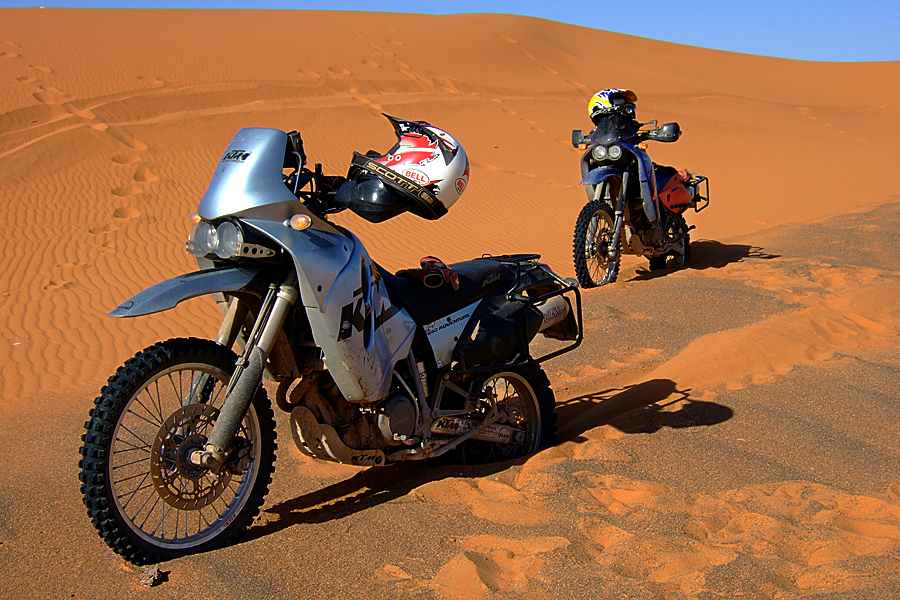
640 LC4 Adventure
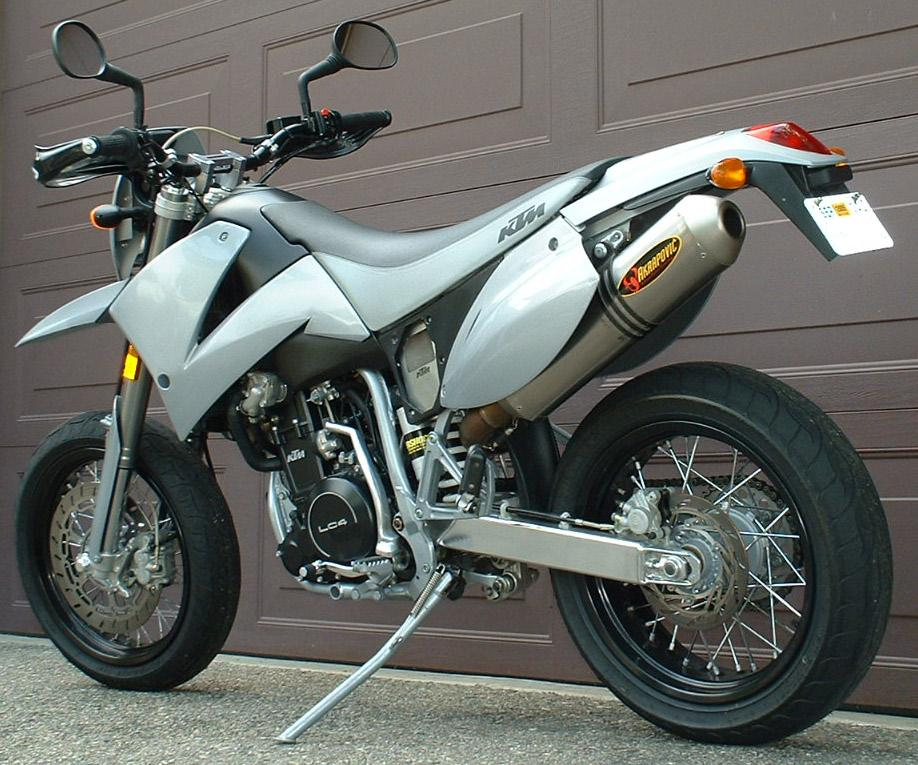
2000 SMC Silver
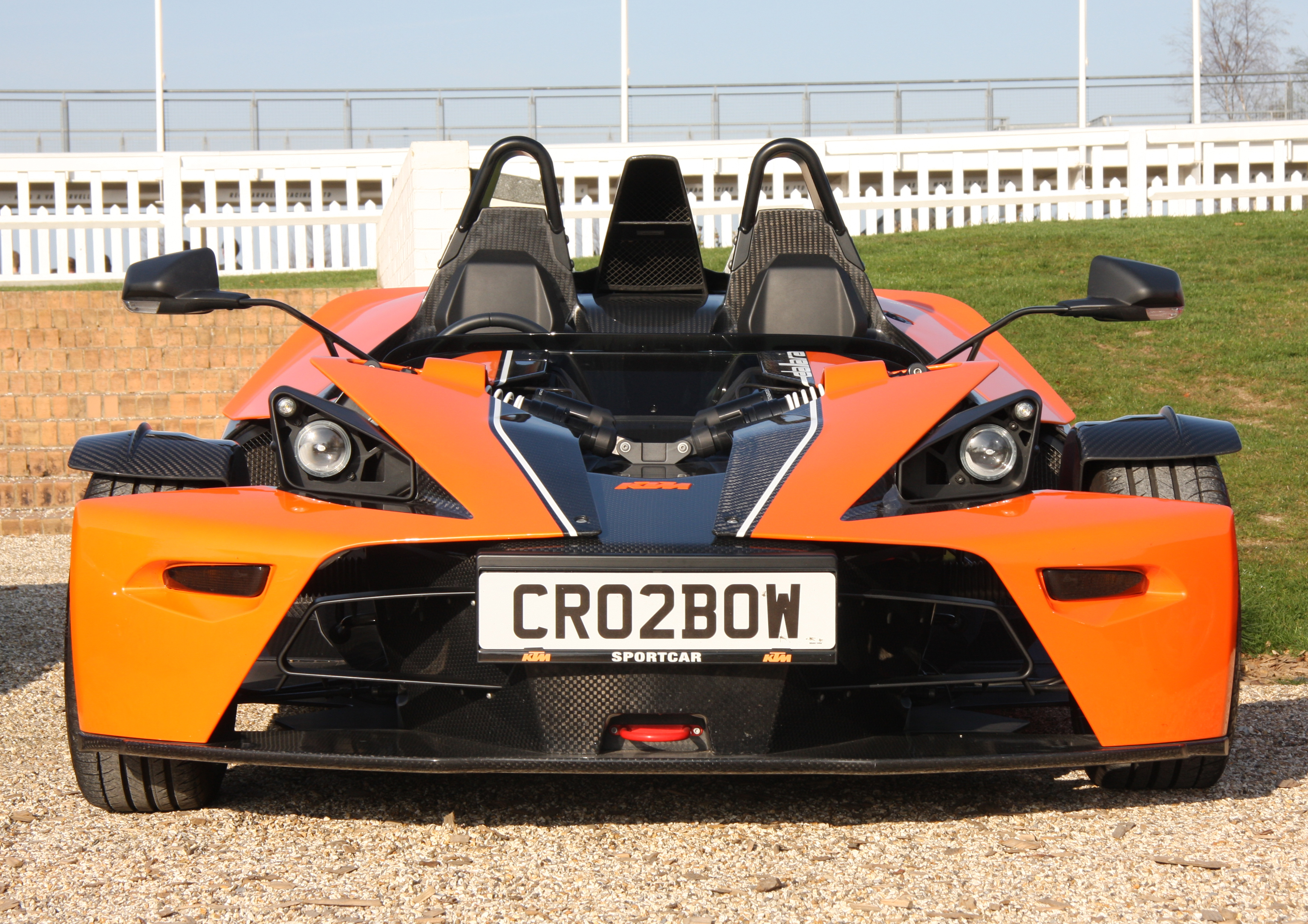
X-Bow